# Station Ryczywół
Station Ryczywół is een spoorwegstation in de Poolse plaats Ryczywół.